# Unheilbar
Unheilbar ist ein deutsches Stummfilmmelodram aus dem Jahre 1917 mit Martha Novelly und dem amerikanischen Opernsänger Leon Rains in den Hauptrollen. Unter der Regie von Emerich Hanus spielen Emil Jannings und Werner Krauß zwei Nebenrollen.

## Handlung
Im Zentrum des Geschehens steht ein Ehepaar, das zwei Kinder hat. Als eines der Kinder zu Tode kommt, verliert die Mutter aus unsagbarem Schmerz darüber den Verstand. Die Ärzte diagnostizieren, dass sie unheilbar sei und sich ihr Gemütszustand nicht mehr bessern werde. Erst durch einen fundamentalen Schock, ausgelöst durch ein Großfeuer, das im Irrenhaus ausbricht, kehren ihre fünf Sinne wieder zurück, und sie scheint auf dem Weg der Heilung. Wieder daheim beim Mann und verbliebenem Kind, muss die wieder Genesene erkennen, dass der inzwischen von ihr geschiedene Ex-Gatte erneut geheiratet hat, um dem Kind eine neue (sprich: geistig gesunde) Mutter zu geben. Die Heimgekehrte will weder dem Glück ihres Mannes noch dem ihres Kindes im Wege stehen und opfert ihr Leben zugunsten einer Zukunft ihrer beiden Liebsten.

## Produktionsnotizen
Unheilbar entstand kurz vor Jahresende 1916 in Dänemark und besaß vier Akte. Der Film passierte die Zensur im Januar 1917, die Uraufführung erfolgte wohl wenig später.
Für den Schriftsteller Heinrich Lautensack war dies das letzte Filmdrehbuch; er erkrankte bald darauf mental und starb wenig später.

## Kritik
„Die besonders gut erdachte und fesselnd wiedergegebene Handlung eines an Tragik und Schwermut reichen Romanes, der seinerzeit viel gelesen wurde, bildet das Sujet für diesen Film. Martha Novelly verkörpert die schwierige Hauptrolle  in hinreißender Weise. (…) Die packende, erschütternde Handlung, die bewundernswerte Darstellung, die ausgezeichnete Photographie sichern dem Film einen unbestrittenen Erfolg.“